# 韓國人口

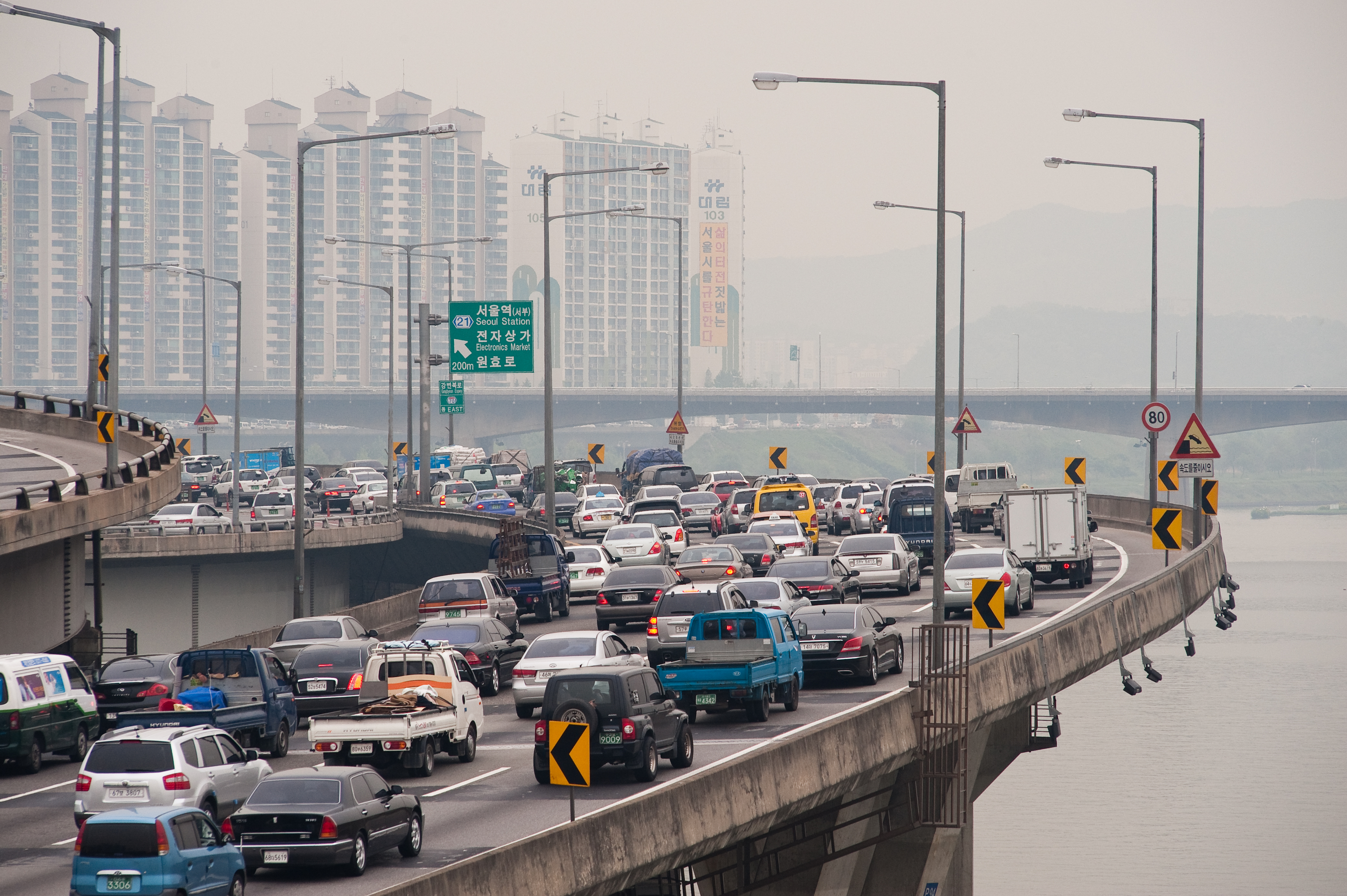
拥挤的韩国人口，图為首爾市中心江邊北路上的大量車流

韩国是高人口密度国家，截至2020年，韩国总人口数为5182.9万，其中50.2%生活在首爾、仁川廣域市和京畿道在内的首都圈。韩国面临严重的人口老龄化及少子化问题，于2020年首次出现死亡人口大于出生人口的人口自然减少情况。2020年，韩国65岁以上人口占比达15.7%，2025年将上升至20.3%，进入“超高龄社会”，而总和生育率仅为0.84，在世界上属于最低水平。

## 人口变化趋势

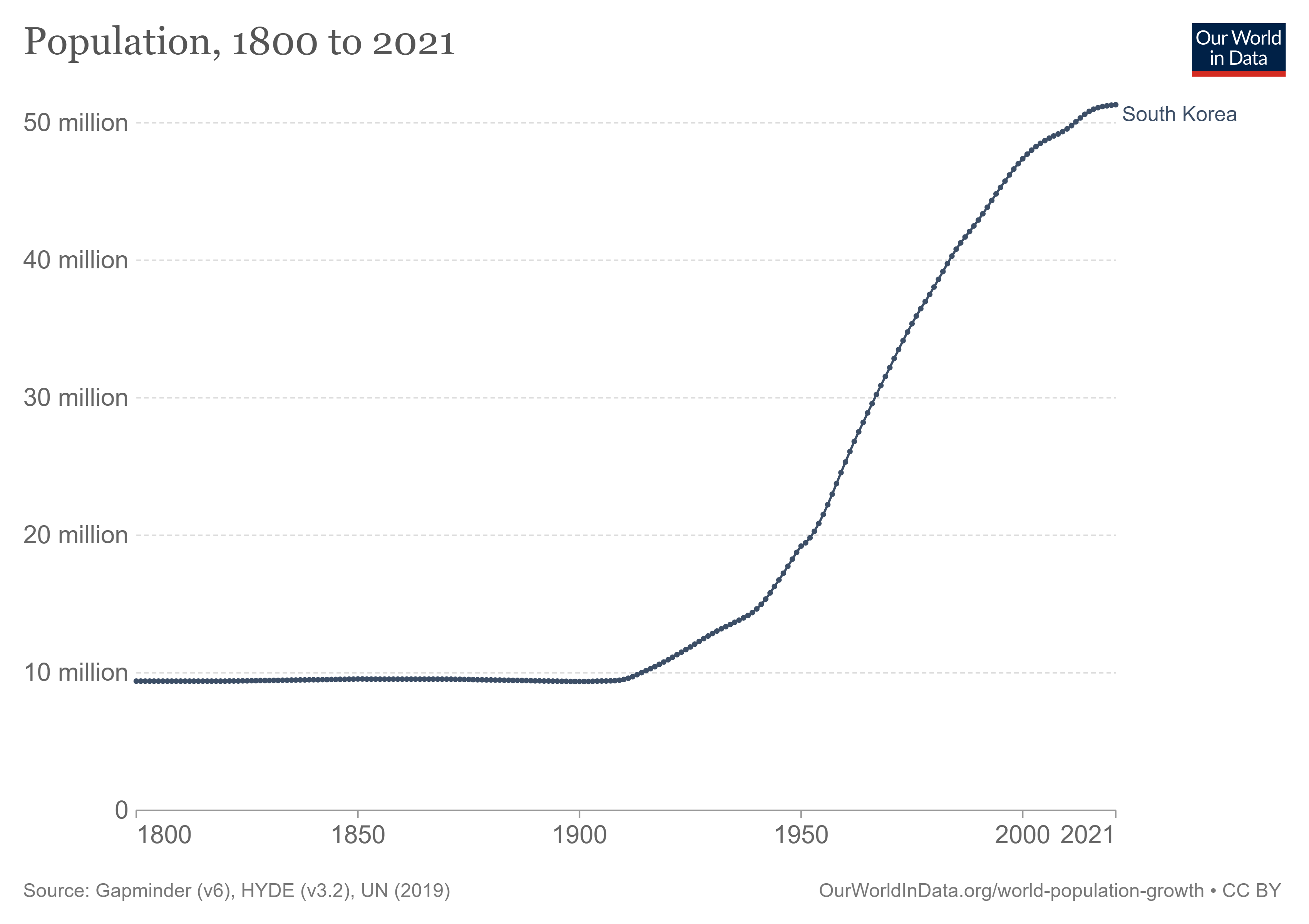
大韓民國人口統計（1800－2021年），單位：千人

1945年8月15日，朝鲜半岛光复后，由于海外人口开始纷纷回国和北部人口大批南下，韩国人口激增。光复后之初，朝鲜半岛当时南部人口约有1600万人，北部人口约880万人。1949年，韩国进行第一次人口普查时，人口总数已经达到了2018.9万，其中从北部净迁入70余万人，从日本、滿洲、南洋、臺灣等地回国的人口有150万至200万人。1950年至1953年的朝鲜战争期间，从北部迁往南部的净人口继续在增加，但由于战争造成的死亡人数和人口出生率的降低，以及开城、延白、瓮津等人口密集地区后划归北部使韩国人口减少了130万。:15:18:237
朝鲜战争结束后，随着社会的日趋稳定，韩国人口经历了一段快速增长期。1955年，韩国人口总数约为2200万人。之后，韩国人口以每年近3%的速度增长，人口每年增加70万人。1960年，韩国人口达到了2498.9万，与光复时整个朝鲜半岛人口总数持平。1960年代初，朴正熙上臺后，韩国开始实行计划生育，人口增长开始明显下降。1966－1970年，人口增长率降低到了2%以下。20世纪70年代，韩国人口实现了从高出生率、高死亡率到低出生率、低死亡率的转变。:15:18:237
1990年代，韩国人口增长率已经降到不足1%。1991年，韩国人口为4329.6万人，人口增长率为0.99%。随着人口增长率的降低，人口老龄化问题开始出现。2006年，韩国人口的增长率仅为0.33%，远低于世界平均值1.2%（2005年）。65岁以上的人口比例达到了9.5%，超过发达国家老龄化标准比例（65岁以上人口占总人口的7%）:15:19:237。2005年，韩国开始实行鼓励生育的政策。2017年，韩国人口增幅首次跌破10万，2020年，韩国人口自然减少3.3万名，首次出现死亡人口大于出生人口的情况。韓國是全球生育率最低的國家。2023年，韩国的总和生育率为0.72，创下1970年开始相关统计以来的最低值。女性首次生产的平均年龄为33.6岁，同樣為OECD各國中最年長的。
2024年6月19日， 韩国总统尹锡悦宣布當地進入「人口紧急状态」，并表示将在全国范围内启动运营应对体系，直至解決低生育率问题，以扭轉有關趨勢。政府將設立「低生育应对企划部」，制定中长期人口策略，涵盖低生育率、老龄化、移民等问题。

## 人口移动与分布
20世纪60年代以来，随着韩国经济的飞速发展，韩国人口逐年从农村移动到城市。20世纪70－80年代是韩国人口向城市移动最快的时期。1960年，韩国城市人口在总人口的比例仅为28%。1975年，韩国城市人口的比例达到了52%，超过了半数。首爾、釜山廣域市和京畿道是人口净迁入地区，而江原道、庆尚南道其它各道为净人口迁出区。首尔曾一直是韩国人选择居住地的首选，但由于人口的急增所引来的交通拥堵、空气污染等城市病，20世纪90年代起，首尔的人口开始有所减少。人们开始选择居住在首尔附近的京畿道地区。:16:19-20
韩国人口分布具有人口密度大和分布不均匀的特点。2005年，韩国的人口为4829.7万人，人口密度为484.7人/平方公里，是世界平均值44人/平方公里的11倍，是世界人口密度最大的国家之一。2005年，韩国首都首尔的人口密度高达16221人/平方公里，是韩国人口密度最大的城市。釜山为4609人/平方公里，排在第二。新兴工业城市蔚山广域市人口密度为993人/平方公里，是韩国6个广域市中人口密度最低的。在9个道中，京畿道人口密度最大为1028人/平方公里；江原道人口密度最低为475人/平方公里:17-18:19-20。2017年，包括首尔、仁川和京畿道在内的首都圈人口总计为2552万，占到总人口的49.6%。

## 人口结构
1960年以前，韩国人口结构呈金字塔形，出生率高，寿命短。1970年以后，随着韩国出生率的降低，金字塔底部开始缩小。目前韩国人口结构接近金钟形，未满15岁的青少年人数在减少，15－64岁的中青年人数在不断增加，65岁以上的老年人口也同时在增加。韩国社会已经步入老龄化。:242
2016年，韩国人口平均预期寿命为82.4岁，其中男性为79.3岁，女性为85.4岁。与1973年（男性59.6岁，女性67岁）相比，男性和女性的平均预期寿命增加了19.7岁和18.4岁。1980年，韩国未满15岁的低龄人口比例为34.0%，1990年下降到25.6%，2003年为20.3%。15岁以下低龄人口数量持续下降。1980年，韩国16－64岁人口比例为62.2%，1990年上升到69.3%，2003年为71.4%。16－64岁人口数量持续上升。1980－2003年，韩国65岁以上的老龄人口在总人口的比例从5.1%上升到8.3%。老龄化趋势明显。:238
受到儒家文化的影响，韩国与中国一样有重男轻女的现象，但是选择出生婴儿性别的情况并不多见，因此男女性别比例失调现象没有中国那么突出。1949年，韩国的性别比例为102.1，男性人数略大于女性人数。1955年，男女比例到达平衡为100.1。此后，韩国男女性别比例一直维持在101.8（1980年）、101.3（1990年）、101.4（2003年）的水平上。:18:238
- 1955年的韩国人口金字塔
- 1970年的韩国人口金字塔
- 1985年的韩国人口金字塔
- 2000年的韩国人口金字塔
- 2015年的韩国人口金字塔
- 1960–2020年的韩国人口金字塔

## 民族和语言

韩语

韩国属于单一民族国家，绝大多数人口为韩民族，只有少数华裔和日裔等。20世纪50－80年代中期，韩国华人数量保持在2萬－3万人的规模。中韩建交后，移民韩国的中国人数量呈快速增加之势。据韩国法务部出入境管理局的统计，1991－2009年间，共有67008名来自中国大陆的华人加入韩国国籍。95%以上的汉族韩国华人来自中国山东，以烟臺、青岛、威海居多。截至2009年底，居住在韩国的外籍人士总数为1168477人，其中586662人为中国人（包括377560名中国朝鲜族人）。
韩国通用语言为韩语。韩文是表音文字，每个字可以根据其构成拼读出来，不需要另外单独的拼音系统。韩语共有40个字母，包括21个元音和19个辅音。元音是韩语音节的中心，辅音只有和元音结合才能构成文字:180-181。韩语属于粘着语，通过附着在单词后面的助词和语尾的变化来表示语法关系。因此韩语有比较复杂的助词和语尾。韩语的句子结构是主賓動語序:20。英语作为一门外语，在公立和私立学校都广泛教授。然而，与其他工业化发达国家相比，该国的英语总体流利程度相对较低。另外还有少数华裔讲官话和粤语。韩国一些老年人可能仍然会说日语，在朝鲜日治时期，日语是事实上的（1910-1938年）和法律上的（1938-1945年）官方语言。
西元15世纪以前，韩语只有语言没有文字，以汉字为书写工具。由于韩语与汉语是完全不同的语系，使用汉字记录韩语是一件很不容易的事，加之一般百姓不懂得汉文，非常不利于文化的交流与发展。为了解决韩民族书写文字的问题，1443年朝鮮世宗组织一批学者创造了适合标记韩语语音的文字体系——韩字。这些文字当时称作“训民正音”，意为“教老百姓以正确的字音”。韩文的发明推动了韩国政治、经济、文化的发展，世宗大王也得到了后世的爱戴。:19
韩语的方言按地区分布可以分为西北部方言、东北部方言、中部方言、西南方言、东南方言、济州方言6种。除了济州方言以外，其它地区的方言都很相似，彼此可以听得懂。今天的“标准韩国语”是以中部方言的首尔话为基础的。由于首尔是朝鲜王朝的国都，因此“标准韩国语”更接近于朝鲜半岛分裂前的韩国官方语言。:20

## 宗教
| 大韓民國宗教 | 大韓民國宗教 | 大韓民國宗教 | 大韓民國宗教 | 大韓民國宗教 |
| ------------ | ------------ | ------------ | ------------ | ------------ |
| 宗教         | 宗教         |              | 百分比       | 百分比       |
| 無宗教信仰   | 無宗教信仰   |              | 46.5%        | 46.5%        |
| 佛教         | 佛教         |              | 22.8%        | 22.8%        |
| 新教         | 新教         |              | 18.3%        | 18.3%        |
| 天主教       | 天主教       |              | 10.9%        | 10.9%        |
| 其他         | 其他         |              | 1.7%         | 1.7%         |

依韓國憲法，韓國人有宗教信仰自由，韩国人口超過半數的人信仰宗教。根据2005年的统计，29.2%的韩国人信奉基督宗教（新教18.3%，天主教10.9%），22.8%信奉佛教。其它宗教包括儒教、伊斯兰教和各种新兴宗教比如甑山道、天道教和圆佛教。韩国本土原始宗教是萨满教。:30-41:244-251
基督教是韩国最大的宗教。有宗教信仰的韓國人，一半以上是基督徒，大致有1370万人，其中63%是新教信徒，37%是天主教信徒:30:245。1990年代以来，新教信徒的人数在慢慢减少，而天主教信徒从1980年代以来开始迅速增加。长老会是韩国最大的基督教派，大约有900万信徒100多种教会，其中较大的教会包括“大韩耶稣教长老会（合同）”、“大韩耶稣教长老会（统合）”、“大韩耶稣教长老会（高神）”等。
佛教372年由中国传入朝鲜半岛，成为朝鲜半岛国家的国教，直到朝鲜王朝时期被儒教所取替。韩国目前有1100多万的佛教信徒，其中90%的信徒是曹溪宗。:152-153:245-246
儒教在朝鲜三国时代从中國传入朝鲜半岛。百济和高句丽的教育制度都是以儒教为基础。高句丽设有太学和地方儒学私立学院扃堂。新罗统一三国后，于682年又设立了国学。992年，高丽设立了国子监。朝鲜王朝时期，儒教取代了佛教成为国家思想。儒家思想在现代的韩国社会依然起着广泛的影响。:153-154:248-249:146

## 另見
- 韓國人口普查
- 在韓外國人